# Burnin' X'mas
「Burnin' X'mas」（バーニン・クリスマス）は、1998年10月28日にリリースされたT.M.Revolutionの10枚目のシングル。発売元はアンティノスレコード。

## 概要
- T.M.Revolutionにとって、初のクリスマス・ソング。ノンタイアップながら、累計売上は前作と同等の49.2万枚（オリコン調べ）を記録した[1]。
- 歌詞は「恋愛に振り回される情けない男」を描いた内容となっており、プロデューサーの浅倉大介は、自身の著書で「クリスマスソングとしてはとんでもない暴挙」と語っている。
- タイトル曲はν[NEU]が、アルバム『Restless』にてカバーしている。

## 収録曲
全曲作詞：井上秋緒　作曲・編曲：浅倉大介
1. Burnin' X'mas
  - 出版社：ソニー・ミュージックアーティスツ
2. Burnin' X'mas (DING DONG mix) 
  - 出版社：ソニー・ミュージックアーティスツ
3. Burnin' X'mas (soothing X'mas mix)
  - 出版社：ソニー・ミュージックアーティスツ
4. Burnin' X'mas (Original Backing Track)

## 収録アルバム
- The Force（#1, Album mix）
- DISCORdanza Try My Remix 〜Single Collections（#1,For South People I-Mix）
- B★E★S★T（#1）
- 1000000000000（#1）
- UNDER:COVER 2（#1,セルフカバー）
  - 2012年11月7日、アルバムに先だって先行配信された。ソニーミュージック系列がiTunes Storeで楽曲配信を始めた初日に配信された曲のひとつである。